# Александровское сельское поселение (Кировская область)
Александровское сельское поселение — муниципальное образование в составе Котельничского района Кировской области России.
Административный центр — село Александровское.

## История
Александровское сельское поселение образовано 1 января 2006 года согласно Закону Кировской области от 07.12.2004 № 284-ЗО.

## Население
| 2010 | 2012 | 2013 | 2014 | 2015 | 2016 | 2017 |
| ---- | ---- | ---- | ---- | ---- | ---- | ---- |
| 374  | →374 | ↗383 | ↘378 | ↘356 | ↘341 | ↘317 |
| 2018 | 2019 | 2020 | 2021 |      |      |      |
| ↘285 | ↘278 | ↘269 | ↘209 |      |      |      |

## Населенные пункты
На территории поселения находится 12 населённых пунктов (население, 2010):
| - село Александровское — 325 чел.; - деревня Бороны — 0 чел.; - деревня Дороничи — 0 чел.; - деревня Жуковляне — 1 чел.; - деревня Замоломцы — 4 чел.; - деревня Зотовы — 0 чел.; | - деревня Молосники — 8 чел.; - деревня Обсечки — 1 чел.; - деревня Тырыки — 5 чел.; - деревня Удаленки — 6 чел.; - деревня Юденки — 4 чел.; - станция Ацвеж — 20 чел. |